# David Ruhnken

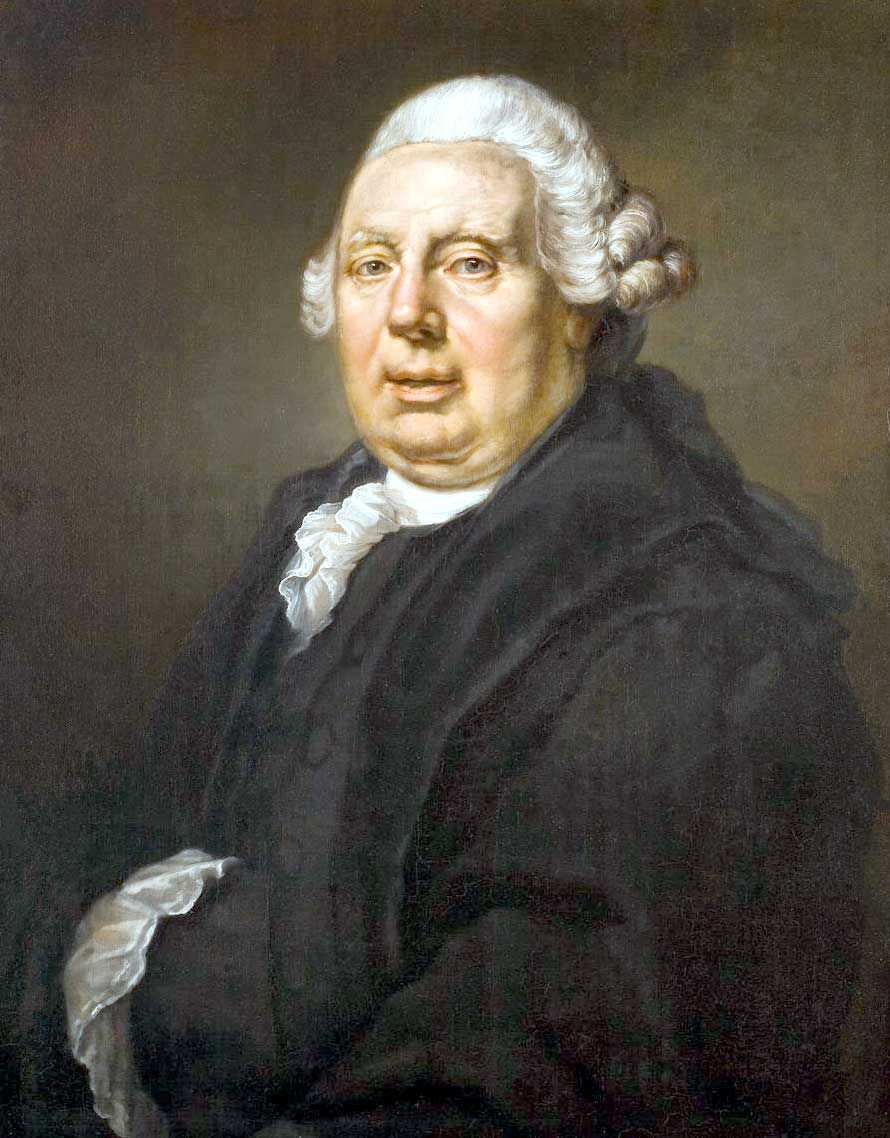
David Ruhnken
(door Louis Moritz), Collectie Universiteit Leiden

David Ruhnken, gelatiniseerd Ruhnkenius, (2 januari 1723, nabij Stolp in Pommeren – 14 mei 1798, Leiden) was een Duits-Nederlands classicus en filoloog. In de jaren 1761-1798 was hij hoogleraar geschiedenis en welsprekendheid aan de Universiteit Leiden en van 1774 tot 1798 tevens bibliothecaris van de universiteitsbibliotheek.

## Levensloop
Ruhnken, zoon van Hans Christian Ruhnken, bezocht de Latijnse school in Schlawe (twee mijl vanaf zijn geboorteplaats Stolp) en vervolgens het Friedrichscollegium in Königsberg, het tegenwoordige Kaliningrad, (1737-1741), waar Immanuel Kant een studiegenoot van hem was. Na het verlaten van het Friedrichscollegium wilde Ruhnken via Berlijn en Wittenberg naar Göttingen reizen, om daar zijn studie voort te zetten. In Wittenberg aangekomen, besloot hij echter daar te blijven. Hij bleef twee jaar en volgde colleges in Romeinse antiquiteiten en literatuurgeschiedenis bij de archeoloog J.W. von Berger en in Romeins recht en geschiedenis bij de historicus J.D. Ritter. Daarnaast bestudeerde hij de filosofie en de wiskunde. Hij maakte kennis met Johann August Ernesti, op wiens advies hij naar Leiden ging om bij Tiberius Hemsterhuis Grieks te studeren. Nadat hij in december 1743 bij Ritter zijn Disputatio de Galla Placidia Augusta (Uiteenzetting over Galla Placidia Augusta) verdedigd had, vertrok hij in het voorjaar van 1744 naar Leiden, waarna hij zijn vaderland nooit meer terug zou zien.
In Leiden studeerde hij Grieks bij Hemsterhuis, wiens lievelingsleerling hij werd. Dankzij de aanbeveling van Hemsterhuis kreeg hij een aantal betrekkingen als gouverneur van aanzienlijke jongemannen. Ook woonde hij in 1746 korte tijd in Amsterdam bij J.Ph. d’Orville, die hem ook wel wetenschappelijk werk te doen gaf. Hij hield zich ook enige tijd bezig met de rechtenstudie met het oog op een eventuele hoogleraarsfunctie, omdat er geen hoogleraarsposten Grieks of Latijn vrijkwamen. Maar hij besloot zich uiteindelijk toch volledig op de klassieken te richten. Hij maakte een uitgave van het 3e-eeuwse Lexicon vocum Platonicarum van Timaeus Sophista (Leiden 1754) en was in 1754-1755 een tijdlang in Parijs om onderzoek te doen voor een grote Plato-uitgave die hij voor een uitgever in Glasgow zou maken.
In 1755 werd hij in Leiden aangesteld als lector in het Grieks om de ouder wordende Hemsterhuis te ondersteunen. Opvolger van Hemsterhuis kon hij niet worden omdat Lodewijk Caspar Valckenaer daartoe al was voorbestemd. In 1761 werd hij echter als opvolger van de overleden Oudendorp benoemd tot hoogleraar geschiedenis en welsprekendheid, een leeropdracht die in de praktijk vooral op de Latijnse literatuur en Romeinse geschiedenis en antiquiteiten neerkwam. Hij hield een geestige inaugurele rede Oratio de doctore umbratico (Rede over de luie geleerde), die nogal wat stof deed opwaaien door speculaties over de vraag op wie Ruhnken hiermee doelde.
Na zijn jaar als rector van de universiteit hield hij op 8 februari 1768 als afscheidsrede een beroemde lofrede op Hemsterhuis, die een kleine twee jaar eerder was overleden: Elogium Tiberii Hemsterhusii.
In 1770 werd hij assistent-bibliothecaris en in 1774 werd hij de opvolger van Gronovius als bibliothecaris. Hij wilde een groter onderkomen voor de bibliotheek, maar toen dat niet lukte liet hij zich na zich eerst met enthousiasme te hebben ingezet weinig meer aan uitbreiding van de collectie gelegen liggen.
In 1763 was Ruhnken getrouwd met de 18-jarige koopmansdochter Maria Heermans (overl. 1807), met wie hij twee dochters kreeg. Ruhnken was geen studeerkamergeleerde, maar een levensgenieter. Hij was tot op hoge leeftijd een fervent liefhebber van de jacht, hij danste, schilderde en speelde fluit. Op latere leeftijd kreeg hij echter last van hand- en voetjicht. Zijn vrouw verloor in 1771 na een ziekte het spraak- en gezichtsvermogen en zijn jongste dochter werd blind, waarna zijn oudste dochter op zijn oude dag zijn steun en toeverlaat werd.
Hij overleed in 1798 en werd begraven in de Pieterskerk. Na zijn dood publiceerde zijn opvolger Daniël Wyttenbach in 1799 een levensbeschrijving: Vita Davidis Ruhnkenii.

## Werken
Ruhnken geldt als een degelijk, maar niet briljant filoloog, hoewel Friedrich August Wolf zijn beroemde Prolegomena ad Homerum (1795) aan hem opdroeg en hem in de opdracht princeps criticorum (de voornaamste der tekstcritici) noemde. In zijn studiejaren te Leiden deed hij zijn eerste filologische onderzoekingen, die hij publiceerde in de Epistolae criticae I en II (Leiden 1749 en 1751) met tekstkritische aantekeningen op de Homerische hymnen, Hesiodus, Callimachus en Apollonius Rhodius. Zijn werk aan de tekst van Plato door de uitgave van het Lexicon van Timaeus in 1754 was van fundamenteel belang voor de latere Platotekstkritiek. Hij maakte ook een uitgave van de scholia op Plato, die na zijn dood door Wyttenbach in 1800 werden gepubliceerd. Tot zijn filologische werk behoren verder een uitgave van de Romeinse geschiedschrijver Velleius Paterculus (C. Velleii Paterculi quae supersunt ex Historiae romanae voluminibus duobus, Leiden 1779) en een uitgave van de Homerische hymne op Demeter (Hymnus in Cererem, Leiden 1780, herziene uitgave Leiden 1782). Verder bezorgde hij nog een uitgave van het verzamelde werk van de Franse humanist Muretus (4 delen, Leiden 1789).
Als zijn belangrijkste werk wordt weleens zijn Elogium Tiberii Hemsterhusii beschouwd. Deze in fraai Latijn gestelde lofrede werd het voorbeeld van een korte levensbeschrijving van een geleerde en is vaak heruitgegeven. De tekst werd ook al in 1769 in het Nederlands vertaald door Pieter van den Bosch: Lofrede over Tiberius Hemsterhuis.
Als bibliothecaris wist hij het enige handschrift van de Homerische hymne op Demeter, die hij al eerder had uitgegeven, voor de bibliotheek te verwerven.

## Verder lezen
- Elfriede Hulshoff Pol, Studia Ruhnkeniana: enige hoofdstukken over leven en werk van David Ruhnkenius (1723-1798), diss. Leiden 1953

- Bibsys: 1056377
- Biblioteca Nacional de España: XX1611491
- Bibliothèque nationale de France: cb12416671z (data)
- Biografisch Portaal: 21728371
- CiNii: DA11784423
- Digitale Bibliotheek voor de Nederlandse Letteren: ruhn001
- Gemeinsame Normdatei: 116702664
- International Standard Name Identifier: 0000 0001 1672 2372
- Library of Congress Control Number: no00016061
- Nationale Bibliotheek van Tsjechië: mzk2009511404
- Nationale Bibliotheek van Israël: 987007267352305171
- Nationale Bibliotheek van Polen: a0000003137356
- Nederlandse Thesaurus van Auteursnamen: 070170185
- Réseau des bibliothèques de Suisse occidentale: 02-A000140336
- RKD-Nederlands Instituut voor Kunstgeschiedenis: 416800
- Istituto Centrale per il Catalogo Unico: UBOV118643
- LIBRIS: 256870
- Système universitaire de documentation: 067066593
- Virtual International Authority File: 73941458
- WorldCat: E39PBJdWWXkVcRHk4Xqckx4Xh3